# Тарасів Обрій
Тара́сів О́брій — ландшафтний заказник загальнодержавного значення. Розташований на території Черкаського району Черкаської області. На території заказника міститься озеро Криве.

## Історія
Заказник створено на території Прохорівського лісництва на площі 405 га. Установи, які є землевласниками та у віданні яких перебуває заказник: Прохорівське лісництво та КСП «Дніпро». Заказник створено Постановою Ради Міністрів УРСР від 18.01.1990 року № 4. Указом Президента України Петра Порошенка від 11.04.2019 № 140/2019 площу заказника збільшили на 311га, ввівши до його території землі державної власності, у тому числі 209 га, які перебувають у постійному користуванні державного підприємства «Золотоніське лісове господарство», та 102 га земель запасу природоохоронного призначення, які розташовані за межами села Келеберда на території Канівського району Черкаської області.

## Характеристика
Заказник створений для збереження ландшафтних комплексів заплави середньої течії річки Дніпра. Розташований у межах лівобережної заплави поблизу міста Канева, навпроти Чернечої гори та могили Тараса Шевченка.
На території заказника поширені лучні та заплавно-лісові ценози. З деревної рослинності переважають ліси з тополі білої та чорної, верби білої, ламкої та гостролистої. У флорі заказника налічується близько 400 видів судинних рослин. Виявлені регіонально рідкісні види: жовтозілля татарське, каулінія мала, латаття біле, незабудка українська, осока просовидна, півники сибірські та інші. Ростуть також види, занесені до Червоної книги України: зозулинець болотний і блощичний, пальчатокорінник м'ясочервоний, сальвінія плаваюча). Серед рослин, занесених до Європейського червоного списку − жовтозілля дніпровське та козельці українські.